# Guillaume Tell (bateau, 1823)
Pour les articles homonymes, voir Guillaume Tell (homonymie).
Le Guillaume Tell est le premier bateau à vapeur de Suisse, lancé sur le Léman en 1823.

## Nom
Ce bateau est le premier sur le Léman d’une lignée qui porteront le nom du héros suisse Guillaume Tell. Figure probablement légendaire, ce personnage aurait vécu dans le canton d'Uri au début du XIVe siècle. Au début du XIXe siècle, les thèmes de la tradition confédérale de la libération et en particulier le mythe de Guillaume Tell sont repris largement en Suisse romande.
Le Guillaume-Tell II est lancé en 1853, il devient propriété de la Compagnie générale de navigation sur le lac Léman (CGN) en 1876 et fonctionne jusqu’en 1893. Le Guillaume Tell III circule de 1893 à 1912 (d’abord La Flèche sur le lac de Neuchâtel depuis 1856, il devient Ville-de-Genève I sur le Léman en 1872, propriété de la CGN dès 1888, transformé et à nouveau rebaptisé en 1893). Finalement le Guillaume Tell IV vogue de 1915 à 1917 (construit par la CGN, il se nomme Simplon II de 1879 à 1915).

## Historique

### Edward Church
Le Guillaume Tell a été construit à l’initiative du consul des États-Unis en France, Edward Church, homme d'affaires et diplomate passionné par l’invention de son compatriote et ami Robert Fulton : le bateau à vapeur. La vie d’Edward Church est mal connue, on sait seulement qu’il a été nommé consul à Lorient en 1817 et qu’il était « extrêmement actif dans le domaine des transports fluviaux ». Il a fait construire en 1818 le premier bateau à vapeur commercial lancé en France, utilisé sur la Garonne. Dans une lettre publiée dans la Gazette de Lausanne en décembre 1822, Edward Church constate que sur le Léman aucun bateau à vapeur ne circule, il s’étonne de voir cette « nation libre, éclairée, ingénieuse, placée au centre de l’Europe, demeurer jusqu’à présent privée de ce bienfait des sciences et des arts », alors que selon lui plus de cinq cents bateaux à vapeur existent déjà dans le monde. Il aurait l’accord des gouvernements vaudois et genevois pour exploiter une ligne,.
Edward Church est aussi l’initiateur en 1825 d’un « bateau-manège » traversant la rade de Genève, un catamaran dont chaque coque comportait une roue à aubes, mues par un manège de quatre chevaux,,.

### Construction et lancement
Le Guillaume Tell est le premier bateau à vapeur en Suisse. Lancé le 28 mai 1823, il transporte le public dès le 9 juin 1823. 
Témoignage d’un contemporain :

« Lorsqu’il fit (le tour du lac) pour la première fois, la stupéfaction des riverains fut complète, à la vue de cette merveilleuse navigation, sans le secours des voiles, ni des avirons ; tous accouraient sur le rivage, poussant des cris et témoignant par mille démonstrations leur surprise ; peu s’en fallut même qu’ils ne criassent au sortilège ! quelques-uns pensèrent que le diable seul pouvait mouvoir cette machine et ils firent force signes de croix ; l’on vit même un curé, que ses paroissiens avaient laissé seul dans l’église, venir partager leur étonnement. L’on vit aussi des bateliers, cherchant à rabaisser l’avantage du nouveau mode de navigation, vouloir à force de rames, suivre le Guillaume Tell, mais il les laissait en deux minutes bien en arrière, alors ils posaient les rames, et fixant les yeux sur sa marche, lui rendaient hommage. »

Le corps en bois est construit dans un chantier naval de Bordeaux, appartenant à M. Mauriac. Les machines, les roues et les chaudières pèsent un total de 50 000 livres et viennent d’Angleterre. Le tout est assemblé aux Eaux-Vives sous la direction de François Mathieu (citoyen genevois et vaudois). Le coût total est de 117 000 francs de France,. 
La machine à vapeur utilisée est « perfectionnée ». Ce progrès technologique est mis en valeur au même moment par un Genevois qui met au point une presse typographique mécanique connue sous le nom « procédé Selligue ». Un autre Genevois, Moulignié, a déposé à Paris un brevet pour une machine de la taille d’un « gros chandelier » pouvant mettre un mouvement un cabriolet, ou être employé à d'autres usages,.

### Exploitation
Apparemment, le bateau circule du lundi au samedi et d'avril à octobre entre Genève et Ouchy (port de Lausanne), par la côte suisse (arrêts à Coppet, Nyon, Rolle et Morges), c'est plus rapide et plus confortable qu’en diligence. Le trajet de 58 km dure près de six heures avec une vitesse maximale de 13 km/h. Un tour complet du lac a lieu les dimanches. Les passagers se répartissent entre le pont (protégé en partie par une tente) et deux ou trois salons de première classe dans la coque, chauffés en hiver. Le bateau compte 200 places,. 
L’entreprise est un succès. Selon un témoignage, « rien n’égale l’empressement avec lequel on se rendait sur le Guillaume Tell, une fois par semaine, le jour qu’il partait pour faire le tour entier du lac (…) quoique la rétribution fut assez élevée ». Durant les quelques mois d’exploitation en 1823, le bénéfice d’exploitation se monte à 52 000 francs. La Société du bateau à vapeur Le Guillaume Tell est « autorisée » par le Conseil d'État du canton de Genève le 15 août 1823. Déjà durant l’été Edward Church a vendu la moitié du Guillaume Tell au négociant John Arthur Morton et un quart à François Mathieu de Genève. Et en mars 1824, Morton vend un quart du bateau à cinq citoyens de Genève pour 25 000 francs de France. 
L’apparition de ce nouveau moyen de transport est cependant critiqué par « les aubergistes, les rouliers et propriétaires de barques » dont les voitures et les auberges seront moins fréquentées. D'autres y voient « le progrès des lumières ». Une pièce de théâtre exploitant ce thème est publiée, intitulée Le bateau à vapeur et le remède Leroi. Extrait :

« Mécanique pour un bateau,
Pour un fauteuil, une voiture,
Machines pour puiser de l'eau,
Machines pour l’agriculture,
Machines pour tous les états,
Machines pour la politique ;
Vous verrez, bientôt qu’ici bas,
Tout marchera par mécanique. »

Un plan des rives du Léman est publié en 1824 dans le cadre d’une brochure, puis en 1834 sous forme d’une grande lithographie (45x95 cm), il a été réalisé par Jean Dubois « depuis le Guillaume Tell ». C’est à la fois une carte géographique représentant les contours du lac, et une vue panoramique des montagnes environnantes.

### Concurrence
Le Winkelried est lancé le 14 juillet 1824 et est en service régulier dès le 14 septembre, il est plus grand et plus puissant que le Guillaume Tell. M. Mauriac, malgré l’engagement pris envers Edward Church, a travaillé pour ce bateau concurrent, il est condamné à 1 500 francs d’indemnité en mars 1824.
Un troisième bateau est lancé le 15 juillet 1826, le Léman. Encore plus grand, il a coûté 296 400 francs à la société vaudoise du même nom. À la fin de 1829, les sociétés du Guillaume Tell et du Winkelried s'accordent pour partager dépenses et recettes, et répartir les excédents entre les actionnaires des deux bateaux. Elles fusionnent en 1836 pour former la « Compagnie genevoise des bateaux à vapeur réunis », qui décide de construire un nouveau bateau pour 245 000 francs de France : l’Aigle est mis en service en 1837. 
La Société du Léman réagit en misant sur une nouvelle technologie : la coque en fer, moins lourde que les lames de chêne. On reconstruit le Léman II sous la direction de l'architecte lausannois Henri Perregaux qui s'occupe des structures internes et de l'aménagement intérieur, tandis que l'on ignore qui a fourni la coque en fer. Ce nouveau bateau à roues à aubes, premier bateau à coque métallique sur le lac Léman, prend son service en août 1838. La concurrence se fait plus vive avec l’arrivée de la Société de l’Helvétie qui fait construire à Genève un nouveau bateau en fer doté d'une machine à vapeur à haute pression, mis en service en 1841. Les bateaux à coque de bois, le Guillaume Tell (déjà en 1836) et le Winkelried sont démolis.

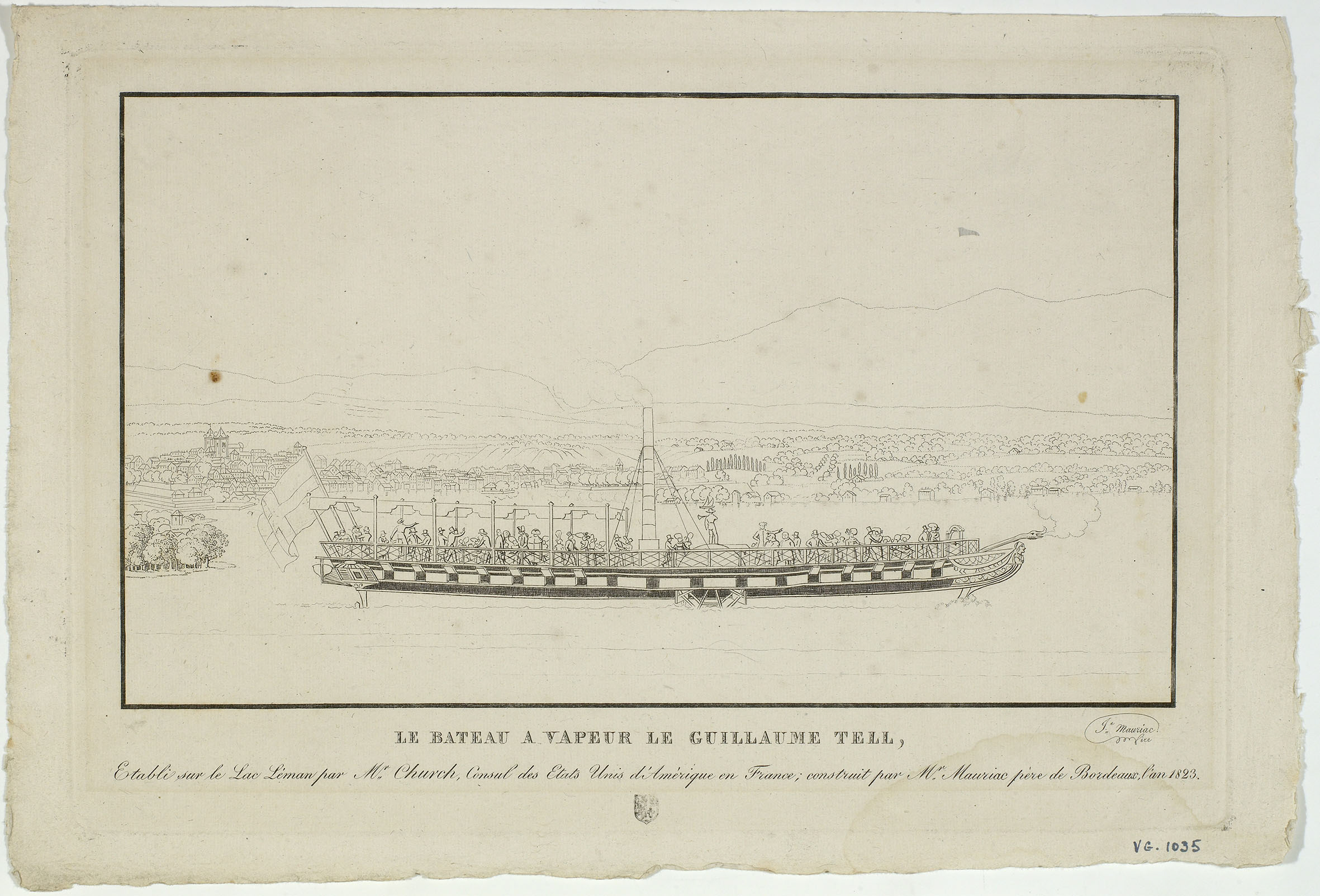
Le Guillaume Tell devant Genève (CIG).

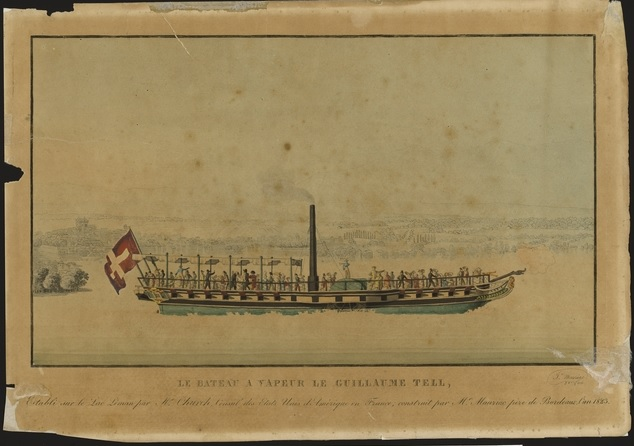
Le Guillaume Tell devant Genève (MHL).

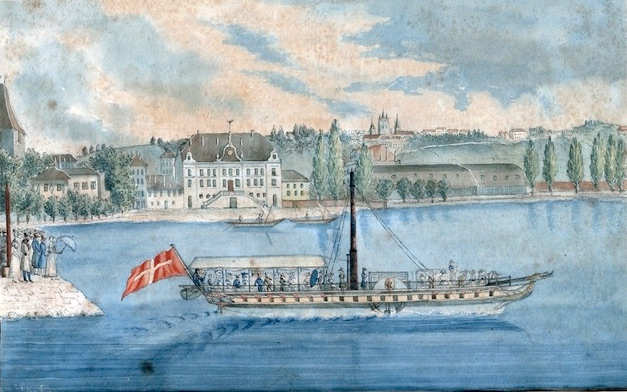
Le Guillaume Tell devant Ouchy (MHL).

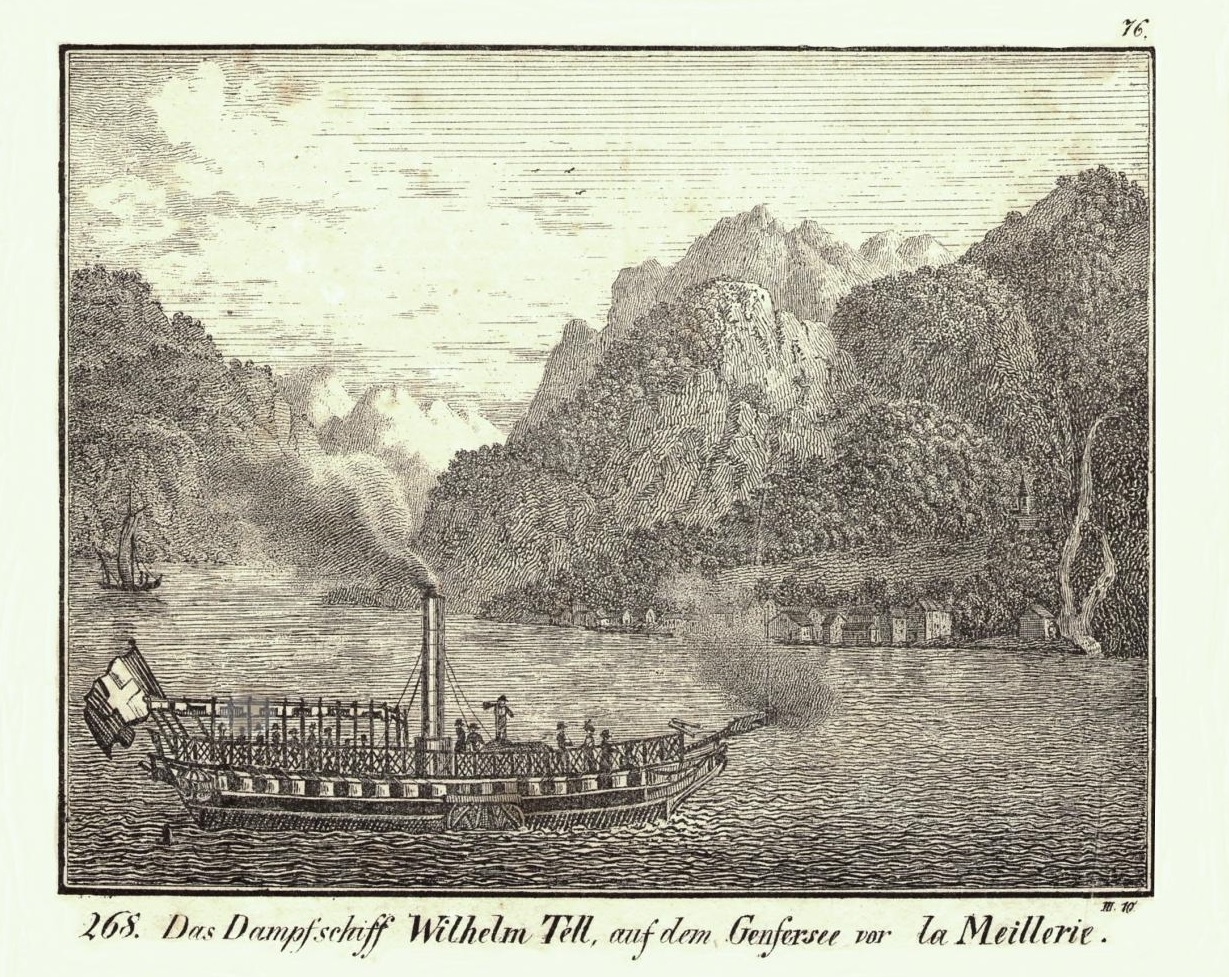
Le Guillaume Tell devant Meillerie.

## Illustrations

### Aspects communs aux diverses représentations
Les représentations du Guillaume Tell montrent au centre du bateau une grande cheminée, haubanée, avec de la fumée résultant de la combustion. Un petit nuage est dessiné à l’extrémité de la longue tête de proue qui surmonte la figure de proue : il s’agit probablement d’un échappement de vapeur. Un châssis abritant le mécanisme d’entraînement par roue à aubes est visible, en avant de la cheminée. Selon les versions, une roue est bien visible ou à peine esquissée, sous la ligne des hublots. Entre 15 et 17 carrés sombres sous la ligne du pont représentent des hublots, ils sont munis de volets (sauf ceux du centre, où se trouvent les roues). Un grand drapeau est fixé en poupe (drapeau confédéré ou genevois). Un canot est suspendu à la poupe.
Les passagers sont représentés sur toute la longueur du bateau, la plupart sont debout et quelques uns sont assis. Ils sont protégés par des toiles sur la partie arrière. Une personne debout sur le châssis tient une corne de brume ou un porte-voix ?

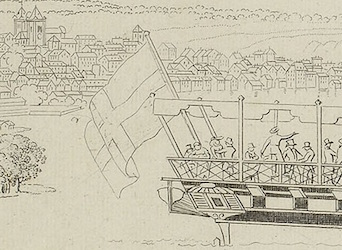
Détail : drapeau, canot et cathédrale au loin
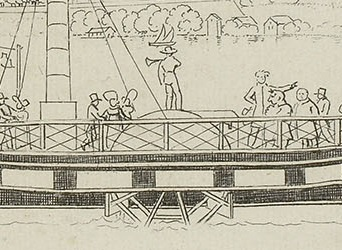
Détail : roue à aubes
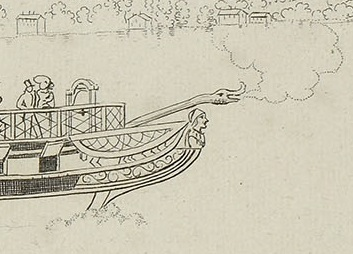
Détail : proue

### LeGuillaume Tellde profil
Une gravure d’époque représente le Guillaume Tell. Intitulée « Le bateau à vapeur le Guillaume Tell », elle montre le bateau de profil, avec une tête de proue et un grand drapeau suisse à la poupe (ce « drapeau confédéré » porte une croix aux longues et étroites branches blanches). Sous l’illustration se trouvent les inscriptions : « Je Mauriac père » et « Établi sur le lac Léman par Mr. Church, Consul des États Unis d'Amérique en France, construit par Mr. Mauriac père de Bordeaux, l'an 1823 ». L'arrière plan représente la ville de Genève et les montages environnantes. Un exemplaire (eau-forte, sur papier) se trouve au Centre d'iconographie de la Bibliothèque de Genève. Elle est reproduite, pliée, dans Les souvenirs génevois de David Dunant publiés à Genève en 1824. Un autre exemplaire (estampe, aquarellée) est conservé au Musée historique de Lausanne (MHL). 
Cette œuvre est attribuée à J. Mauriac dans certains catalogues. Une version conservée au Musée du Léman, coloriée, est reproduite dans un ouvrage publié en 2009 (édition historique et critique de la correspondance de Charles Victor de Bonstetten) qui indique comme auteur : « Samuel-Ferdinand Gallot (?) ».
Une autre version de cette gravure, coloriée, diffère par ses couleurs vives et quelques aspects : le drapeau est aux couleurs de Genève, des toiles sont placées à l’avant comme à l'arrière, la ville de Genève en arrière plan est beaucoup plus visible et reconnaissable, ainsi que de nombreux détails comme la rambarde ou le moins grand nombre de hublots dans la coque (15 au lieu de 17).
Une aquarelle ressemble beaucoup à cette ancienne gravure, on voit cependant à l’arrière-plan Ouchy et plus loin Lausanne.
Une autre gravure représente Guillaume Tell devant Meillerie. L'aspect général et certains détails sont très ressemblants à la gravure décrite ci-dessus, dont le grand drapeau suisse. L'arrière plan montre les Alpes et un voilier sur le lac. L’inscription est en allemand : « 268. Das Dampfschiff Wilhelm Tell, auf dem Genfersee vor la Meillerie » (Le bateau à vapeur Guillaume Tell, sur le lac Léman devant Meillerie)

### LeGuillaume Tellde trois quarts

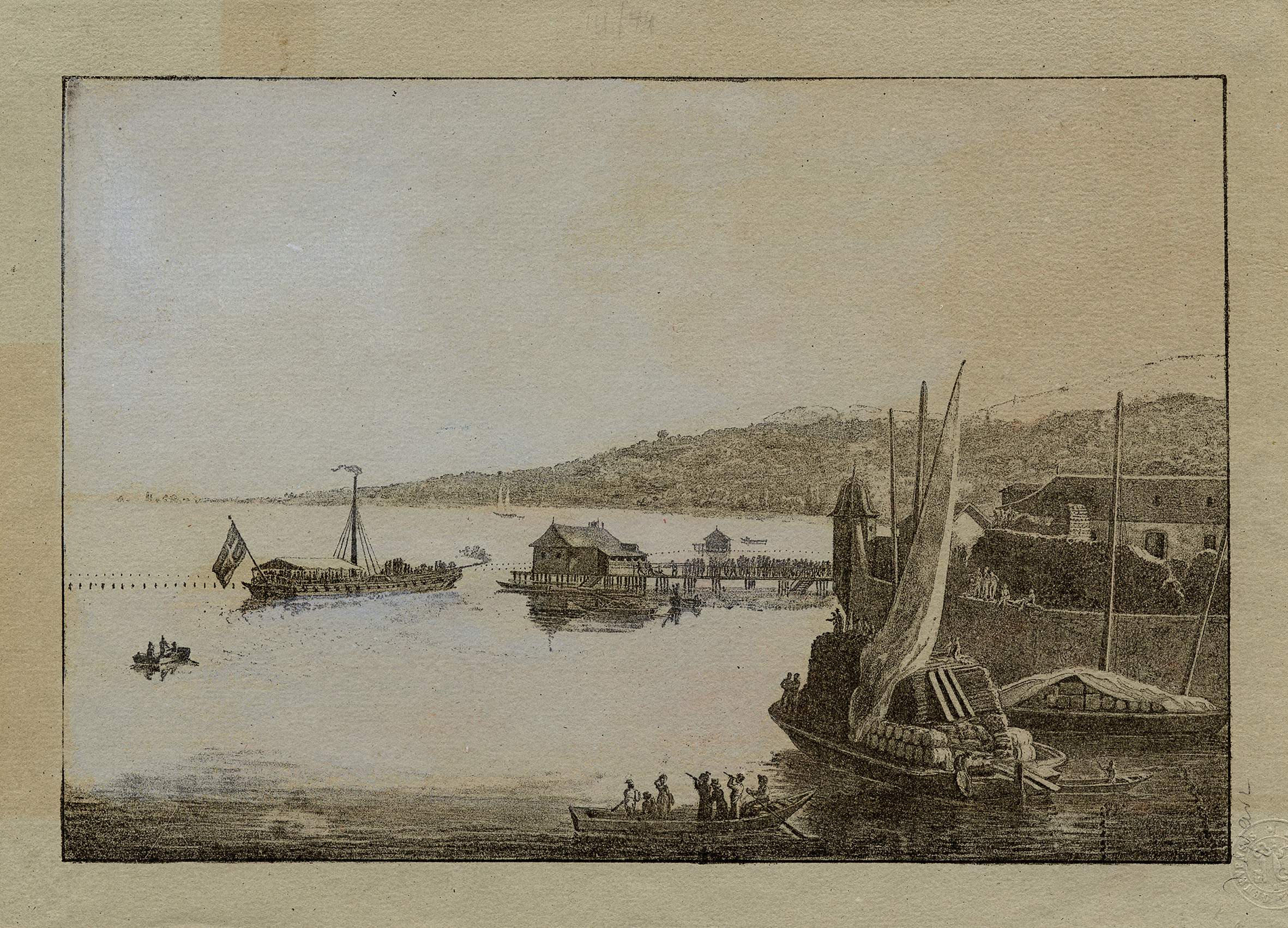
Le Guillaume Tell sortant du port de Genève (BGE).

Une gravure (lithographie) de 1825, conservée à la Bibliothèque de Genève, montre le Guillaume Tell quittant le port de Genève, vu de trois quarts arrière. Le bateau est représenté à l’extérieur de l’ancien « port au bois » de Longemalle, il longe la rangée de pilotis protégeant l’accès à la ville depuis le lac. Une foule nombreuse se presse sur le ponton, sur des barques et sur les quais. Deux personnes sont équipées de longues-vues. Le coteau de Cologny est visible en arrière plan.

### Détail d’un tableau
Une grande lithographie réalisée vers 1840 représente Montreux avec en arrière-plan le Haut-Lac et les Alpes. Sur le lac on distingue un bateau avec un panache de fumée, ce serait le Guillaume Tell.

## Maquette
Une maquette du bateau Guillaume Tell se trouve au musée suisse des transports à Lucerne, dans la « Parade de bateaux à vapeur ».

## Timbre commémoratif
En 2023, un timbre commémoratif témoigne de la mise à l’eau du Guillaume Tell, à l’occasion des 200 ans de son lancement le 18 juin 1823. Il est représenté un peu stylisé, sur une large étendue d'eau avec le Jura en arrière-plan, dans une couleur foncée imitant les gravures de l’époque. Quelques personnages sont debout sur le pont, un grand panache de fumée sombre s’échappe de la cheminée et deux mouettes animent le ciel. Le timbre a une valeur faciale de 1,10 franc, est allongé (80 × 33 millimètres), il a été conçu par Janine Wiget.

### Ouvrages contemporains duGuillaume Tell
- (Perdonnet Père soit Vincent Perdonnet), Notice sur les bateaux à vapeur du lac Léman : le Guillaume Tell, le Winckelried, le Léman et l'Aigle, Frères Blanchard, 1840, 122 p., 21 cm (lire en ligne)

- (David Dunant), « Chapitre XVIII. Première navigation d’un bateau à vapeur sur le lac Léman », dans Les souvenirs génevois, Genève, D. Dunant, 1824, 331 p., 19 cm (lire en ligne), p. 271-287Contient une eau-forte « de J. Mauriac » représentant le bateau Guillaume-Tell.

- *** (Salomon Cougnard), Le bateau à vapeur et le remède Leroi : comédie-vaudeville en un acte : représentée pour la première fois à Genève, par la troupe dramatique et liryque [sic] sous la direction de M. Claparède, le 4 décembre 1823, Genève, Lador, 1824, 51 p. (lire en ligne)La scène est à Ouchy, où l'on attend le premier voyage du bateau à vapeur.

- Dithyrambe sur le Guillaume-Tell : premier bâtiment à vapeur lancé sur le Lac de Genève, Genève, P.A. Bonnant, 1823, 12 p., 20 cmVariante du titre : Pour fuir loin de la Crète à ses destins fatale. En vers.

- (H.D.), Hommage poétique adressé à Mr. Church, consul des États-Unis en France sur son bateau à vapeur, lancé à Genève le 28 mai 1823, Genève, (s.n.), 1823, 4 p., 20 cm